# Tore Modeen
Tore Gunnar Werner Modeen, född 25 september 1929 i Helsingfors, död där 11 februari 2007, var en finländsk jurist. Han var son till Gunnar Modeen.
Modeen blev juris doktor 1963 på avhandlingen ”Det kommunala förtroendeuppdraget enligt kommunallagens allmänna stadganden". Han var 1964–1968 biträdande professor i förvaltningsrätt och 1968–1977 professor i statsrätt och folkrätt vid Åbo Akademi; professor i kommunalrätt och kommunalekonomi vid Helsingfors universitet 1977–1995.
I sina vetenskapliga arbeten behandlade Modeen bland annat olika stats- och förvaltningsrättsliga frågor, exempelvis den finländska nationalitetslagstiftningen och den internationella nationalitetsrätten. Han skrev även personhistoriska arbeten om medlemmar av sin släkt.